# Никола Керкез
Никола Керкез (Нови Сад, 1990) српски је глумац.
Рођен је 1990. године у Новом Саду. Дипломирао је глуму и луткарство на Умјетничкој академији у Осијеку. Глуми у позоришту, на филму и телевизији. Добитник награде „Јанко Врбњак“, за најбољу улогу на Сусретима професионалних позоришта лутака Србије, као и годишње награде „Милена Начић“, Малог позоришта „Душко Радовић“.
Представе у Малом позоришту „Душко Радовић“ су: „Књига о џунгли“, „Карлсон с крова“, „Мачак у чизмама“ и „Чудотворно кресиво“.
Прву велику улогу на телевизији је остварио у телевизијској серији Права жена, где тумачи Ведрана, брата Наташе Ковач коју тумачи Наташа Јањић.

## Филмографија
| Год.     | Назив            | Улога        |
| -------- | ---------------- | ------------ |
| 2010.-те |                  |              |
| 2013.    | Stella           |              |
| 2016.    | Права жена       | Ведран Ковач |
| 2017.    | Pound for Pound  | Новинар      |
| 2018.    | Cold meat        | Тео          |
| 2019.    | The Outpos       | Генерал      |
| 2019.    | Друго име љубави | Црни         |